# Henry Christopher McCook
Pour les articles homonymes, voir McCook.
Henry Christopher McCook ou MacCook est un prêtre et un naturaliste américain, né le 3 juillet 1837 à Lisbon dans l'Ohio et mort le 31 octobre 1911 à Canonsburg en Pennsylvanie.

## Biographie
Il travaille d’abord comme apprenti dans une imprimerie puis, après des études de droit, entre au Western Theological Seminary où il reste jusqu’en 1861. Après la Guerre de Sécession, durant laquelle il officie comme lieutenant et aumônier, il exerce dans différentes paroisses avant de se fixer à Philadelphie. Il prend sa retraite en 1902.
Passionné par l’histoire naturelle, il se consacre notamment à l’étude des fourmis et des araignées. Il est l'auteur de The Natural History of the Agricultural Ant of Texas (1879).

### Source
- Pierre Bonnet (1945). Bibliographia araneorum, Les frères Doularoude (Toulouse).